# Threadpool
Ein Threadpool ist ein Softwareentwurfsmuster, das zur Verwaltung und Wiederverwendung von Threads in der Parallelprogrammierung verwendet wird. Es dient dazu, die Effizienz und die Reaktionszeit von Anwendungen zu verbessern, indem die Kosten für das Erstellen und Zerstören von Threads minimiert werden. In einem Threadpool werden eine konkrete Anzahl von Threads vorgehalten, die bei Bedarf Aufgaben ausführen können. Dies ermöglicht eine bessere Kontrolle über die Anzahl der gleichzeitig ausgeführten Threads und die Ressourcenauslastung des Systems.

## Funktionsweise
Ein Threadpool besteht typischerweise aus den folgenden Komponenten:
- Threadpool-Manager: Verwaltet den Pool von Threads und steuert die Zuweisung von Aufgaben an die Threads.
- Aufgabenwarteschlange: Enthält die Aufgaben, die von den Threads ausgeführt werden sollen.
- Threads: Die Arbeitseinheiten, die die Aufgaben aus der Warteschlange abarbeiten.

## Ablauf
- Aufgaben einreichen: Eine Anwendung reicht eine Aufgabe in die Aufgabenwarteschlange des Threadpools ein.
- Aufgabenverteilung: Der Threadpool-Manager weist die Aufgabe einem verfügbaren Thread zu. Wenn keine Threads verfügbar sind, bleibt die Aufgabe in der Warteschlange, bis ein Thread frei wird.
- Aufgabenausführung: Der Thread führt die ihm zugewiesene Aufgabe aus. Nach Abschluss der Aufgabe steht der Thread wieder zur Verfügung, um eine neue Aufgabe zu übernehmen.

## Vorteile
Durch die Wiederverwendung von Threads werden die Kosten für das Erstellen und Zerstören von Threads gesenkt. Zudem ermöglicht der Threadpool eine bessere Steuerung der Parallelität, indem er die maximale Anzahl der gleichzeitig aktiven Threads begrenzt.